# Henri Farman
Henri Farman, född 26 maj 1874 i Paris, Frankrike, död 17 juli 1958, var en brittisk-fransk flygplanskonstruktör och flygpionjär.
Farman och hans bröder växte upp med tävlingsinstinkt. Han deltog tidigt i olika cykeltävlingar tillsammans med sina bröder. Efter att ha vunnit ett flertal tävlingar ville han prova på andra tävlingsformer. Det blev motorcykel- och biltävlingar de första åren på 1900-talet. Han deltog i biltävlingen Paris-Madrid 1913 i en Panhard et Levassor. Efter att Alberto Santos-Dumont genomfört ett flertal lyckade flygningar med luftskepp, blev Farman själv intresserad av flygning. Han lärde sig flyga vätgasballong, och tillsammans med sin bror Maurice tillverkade han ett glidflygplan. Bröderna konstruerade sitt första motordrivna biflygplan som de flög med 1907. Året efter flyttade de verksamheten till Versailles, där de etablerade en fabrik och en flygskola. Då lokalerna inte räckte till öppnades en filial i Boulogne-sur-Seine. Under första världskriget var han en av huvudleverantörerna av flygplan till franska och engelska arméflyget. När man kunde börja tänka på fred 1917, inledde han konstruktionsarbetet på passagerarflygplanet Goliath.
15 oktober 1907 slog han inofficiellt Alberto Santos-Dumonts flygrekord på 220 m. Den 23 oktober 1907 flög Farman 186 m med sin Voisin-Farman och vann därmed ett pris som den förste som flugit över 150 meter i Europa. Tre dagar senare flög han 771 meter. Flygningen räknades som världsrekord och varade i 52,6 sekunder. 13 januari 1908 vann han Deutsch-Archdeacon priset på 50 000 F genom en cirkelflygning med en minsta diameter på 1 000 meter. 30 maj genomförde han en passagerarflygning med Ernest Archdeacon i Gent. Under juli-augusti vistades han i USA, där han genomförde uppvisningsflygningar vid Brighton Beach i New York. 20 oktober genomförde han en 27 kilometer lång flygning mellan flygning från Châlons-en-Champagne-Rheims på drygt 20 minuter. Efter flygningen transporterades flygplanet åter till startplatsen via landsväg. 1909 konstruerade han, tillsammans med sin bror Maurice (1877-1964), det första biplanet som han ställde upp med i flygtävlingarna vid Rheims. Där vann han första priset i deltävlingen distans och uthållighetsflygningen med en 180 kilometer lång flygning på drygt 3 timmar. Han blev även den första pilot som medförde två passagerare samtidigt. Han satte ytterligare ett rekord i distans och uthållighetsflygningen under flygtävlingen i Blackpool England 18 oktober 1909, där han segrade och vann 2 000 pund.
Farman grundade 1919 ett av de första flygbolagen för passagerare. 1919 förärades han med Hederslegionen. När franska staten nationaliserade flygindustrin i Frankrike 1937, drog han sig bort från ledningen av sitt företag.